# 乱田舞
乱田 舞（らんだ まい、1959年3月25日 -2022年9月14日）は日本の緊縛師、AV監督である。

## 略歴
アングラだったSMという物を、ライブショーとして世に放ち新たなSMを見せた緊縛師。葵マリーは「あちらこちらで見る事が出来るSMライブショーは乱田さんが開拓してくれたと言っても過言じゃない」と評している。
2022年、急性心筋梗塞にて急逝した事が娘のツイッターで発表された。
没後は付き人であった青山夏樹が二代目・乱田舞の名義を継承している。

## 人物
- ビデオ、Vシネマ、テレビ、雑誌、写真集、舞台など幅広く活動。
- 日本だけではなく、アメリカやヨーロッパでも活動。
- ビデオやVシネマ、舞台では監督、脚本、演出も手掛けていた。
- これまでのビデオ、Vシネマの監督、出演作品は3,000本を超えた。

## 主な監督作品
- 『蛇縛』シリーズ（アタッカーズ）
- 『奴隷通信』シリーズ（アートビデオ）
- 『緊縛遊戯』シリーズ（麒麟堂）
- 『SMizm』シリーズ（ネクストイレブン）
- 『緊縛調教リアライズ』シリーズ（ドリームクリエイト）
- 『完全緊縛調教マニュアル』シリーズ（バッキー）
- 『完全緊縛強姦』シリーズ（グローリークエスト）
- 『乱舞館』シリーズ（乱舞）
- 『江戸川乱坊』シリーズ（アレックス）
- 『あぶねぇ刑事』シリーズ（桃太郎）　等